# Campeonato Paraguayo de Fútbol 1946
El Campeonato Paraguayo de Fútbol de 1946 fue la trigésima sexta edición del principal torneo de fútbol de Paraguay.
El campeón del torneo fue el Club Nacional  quienes obtuvieron su sexto campeonato en la primera categoría.

## Desarrollo
|  | Campeón. |

| Pos. | País                  | Partidos | Partidos | Partidos  | Partidos | Puntos |
| Pos. | País                  | Jugados  | Ganados  | Empatados | Perdidos | Puntos |
| ---- | --------------------- | -------- | -------- | --------- | -------- | ------ |
| 1    | Club Nacional         | 18       | 13       | 2         | 3        | 28     |
| 2    | Club Sol de América   | 18       | 9        | 6         | 3        | 24     |
| 3    | Club Cerro Porteño    | 18       | 10       | 4         | 4        | 24     |
| 4    | Club Olimpia          | 18       | 9        | 3         | 6        | 21     |
| 5    | Club Guaraní          | 18       | 7        | 7         | 4        | 21     |
| 6    | Club Libertad         | 18       | 8        | 5         | 5        | 21     |
| 7    | Atlántida Sports Club | 18       | 4        | 8         | 6        | 16     |
| 8    | Club Presidente Hayes | 18       | 5        | 3         | 10       | 13     |
| 9    | Sportivo Luqueño      | 18       | 3        | 2         | 13       | 8      |
| 10   | Club River Plate      | 18       | 1        | 2         | 15       | 4      |

| Bandera de Paraguay   |
| Campeón Club Nacional |
| Sexto título          |